# Manasse di Châlon
Manasse di Chalon (Manassès in francese, Manassès in catalano e Manasses in latino), detto "il Vecchio" (prima dell'875 – circa 918), fu conte di Chalon, Beaune, Digione e Auxois (887-918), signore di Vergy (893-918) e Langres (894-918).

## Origine
Nato intorno all'875, si dice che Manassès di Châlon sia figlio di Manassès, conte di Digione altre fonti ci riferiscono che sia figlio di Teodorico di Vergy, presunto figlio o genero di Guerino di Provenza signore di Vergy.

## Biografia
Secondo la Histoire de Chalon-sur-Saône, Manasse divenne conte di Chalon, verso l'886.
Nell'894, Manasse, secondo Les annales de Saint-Bertin et de Saint-Vaast fece accecare il vescovo di Langres, Teobaldo II (Teutboldus, Lingonicae urbis episcopus)
Ancora secondo la Histoire de Chalon-sur-Saône, Manasse prese parte all'assedio e alla conquista di Sens, nell'896.
Secondo la Chronique de l'abbaye de Saint-Bénigne de Dijon Manasse (Manasses comes), nel 900, fece una donazione all'abbazia, avendo come testimoni due figli, Walo e Manasse (Walo filius eius et Manasses comes iunior).
Combatte contro i Vichinghi che devastano la Borgogna, al fianco del duca Riccardo di Borgogna, come ci conferma la Histoire de Chalon-sur-Saône, e, nel 906, Manasse, assieme ai figli, Walo e Manasse, fu tra coloro che, al seguito di Riccardo, combatterono contro Rollone, come riporta la Chronica Albrici Monachi Trium Fontium. 

Aveva preso parte alle battaglie di Saint-Florentin e Argenteuil contro i Normanni nell'898.

Ancora secondo la Histoire de Chalon-sur-Saône, Manasse prese parte alla vittoriosa difesa di Chartres, durante l'assedio del 910, sempre da parte di Rollone, e in questa occasione si meritò il soprannome di valoroso (preux). 
Alla fine della sua vita, Manasse fondò il monastero di Saint-Vivant de Vergy a Curtil-Vergy su consiglio di suo figlio Walo, vescovo di Autun, come riporta la Vita Sanctii Viventii Presbyteri. In questo luogo si erano rifugiati i monaci di Biarne che erano fuggiti dai Normanni di Astings (o Austin o Hasting) che, intorno all'886, dopo l'assedio di Parigi, stavano avanzando verso la Borgogna.
Manasse scomparve intorno al 919, e sua moglie Ermengarda lo farà seppellire nel monastero da lui fondato.

## Discendenza
Manasse di Châlon sposò Ermengarda, figlia del Conte di Hainaut, Reginardo I, dalla quale ebbe cinque o quattro figli:
- Walo († dopo il 918), citato nella Chronica Albrici Monachi Trium Fontium[16], fu abate dell'abbazia di Flavigny a Flavigny-sur-Ozerain, come ci viene confermato dal Series abbatum Flaviniacensium[21], e vescovo di Autun (Walo superna dispensante miserationr, humilis Eduorum episcopus), come ci viene confermato dal documento n° XXIII del Cartulaire de l'église d'Autun, publ. par A. de Charmasse[22] e dalla Histoire de Chalon-sur-Saône (Valon, eveque d'Autun)[23];
- Manasse, citato nella Chronica Albrici Monachi Trium Fontium[16], conte di Chalon e Digione, come conferma la Chronique de l'abbaye de Saint-Bénigne de Dijon[24];
- Rainardo († dopo il 924), visconte d'Auxerre, nel 909, come conferma il Index Chronologicus seu Annales Gallici et Francici 909[25];
- Mannone († dopo il 910), citato col fratello Manasse.

### Fonti primarie
- (LA)  Monumenta Germanica Historica, Scriptores (in Folio), Tomus VIII.
- (LA)  Monumenta Germanica Historica, Scriptores (in Folio), Tomus XXIII.
- (LA)  Chronique de l'abbaye de Saint-Bénigne de Dijon.
- (LA)  (FR)  Recueil des historiens des Gaules et de la France. Tome 9.
- (LA)  (FR)  Histoire genealogique de la maison de Vergy. Volume 1.
- (LA)  (FR)  Cartulaire de l'église d'Autun, publ. par A. de Charmasse.

### Letteratura storiografica
- (FR)  Histoire de Chalon-sur-Saône.
- (FR)  Histoire de Chalon-sur-Saône du VIIIème au XIIIème.